# Johanneskirche (Miltenberg)

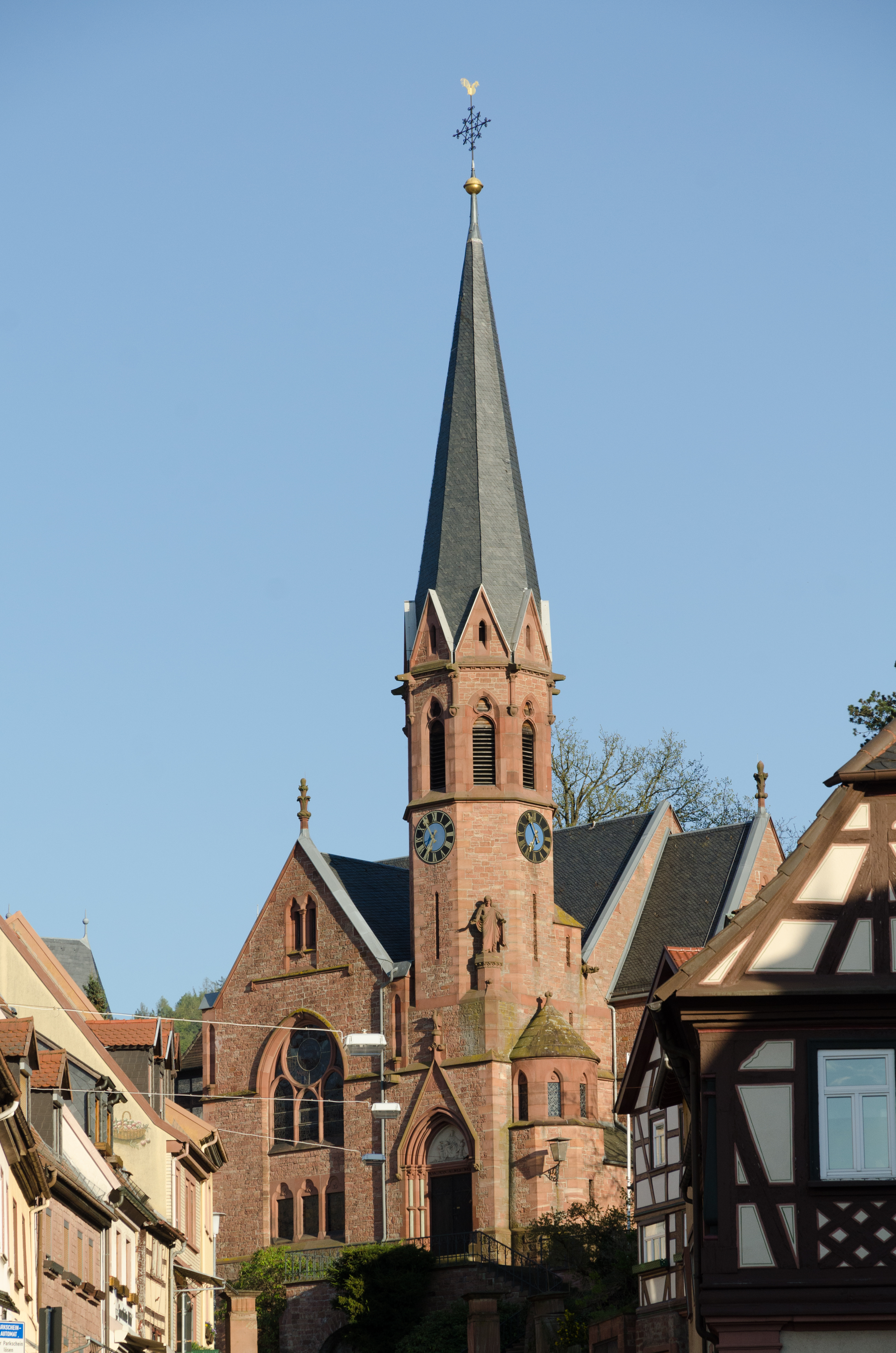
Johanneskirche (Miltenberg)

Die denkmalgeschützte, evangelisch-lutherische Johanneskirche steht in Miltenberg, der Kreisstadt des Landkreises Miltenberg (Unterfranken, Bayern). Die Kirche ist unter der Denkmalnummer D-6-76-139-20 als Baudenkmal in der Bayerischen Denkmalliste eingetragen. Die Pfarrei gehört zum Dekanat Aschaffenburg im Kirchenkreis Ansbach-Würzburg der Evangelisch-Lutherischen Kirche in Bayern.
Namensgeber der Kirche ist Johannes der Evangelist.

## Beschreibung
Die Grundsteinlegung der neugotische Saalkirche nach einem Entwurf von Ludwig Hofmann war am 2. September 1895, die Einweihung fand am 8. September 1897 statt.
Sie besteht aus einem Langhaus mit einem offenen Dachstuhl, einem eingezogenen Chor im Westen, einem Querarm an der Nordseite des Langhauses und einem achteckigen, mit einem schiefergedeckten spitzen Helm bedeckten Kirchturm im nordwestlichen Winkel von Langhaus und Querarm, dessen oberstes Geschoss den Glockenstuhl beherbergt, in dem seit 1896 drei Kirchenglocken von Rincker hingen, die den Ersten Weltkrieg überlebten. Im Zweiten Weltkrieg mussten zwei Glocken abgeliefert werden, die erst 1954 wiederbeschafft wurden.
Die Orgel mit 18 Registern, 2 Manualen und einem Pedal wurde 1965 von Orgelbau Vleugels errichtet.

### Glasfenster
In den farbigen Glasfenstern sind Szenen aus dem Alten und Neuen Testament dargestellt. Die beiden Rundfenster im Chor thematisieren die Sintflut und die Arche Noah, bzw. die Gesetzestafeln mit den Zehn Geboten. Die beiden Fenster in der Sakristei sind Darstellungen des Propheten Elias sowie des Gleichnisses vom Sämann (Mk 4,3–8 ). Entworfen wurden sie von Peter Valentin Feuerstein, ein Maler aus Neckarsteinach, in Absprache mit dem damaligen Pfarrer Siegfried Huß. Ausgeführt wurden die Fenster von 1965 bis 1967 in den Werkstätten Peter Meysen in Heidelberg.